# Омут (Кічменгсько-Городецький район)
О́мут (рос. Омут) — присілок у складі Кічменгсько-Городецького району Вологодської області, Росія. Входить до складу Городецького сільського поселення.

## Населення
Населення — 27 осіб (2010; 38 у 2002).
Національний склад (станом на 2002 рік):
- росіяни — 100 %